# 臺灣鐵路路線列表
臺灣鐵路路線列表收錄了臺灣鐵路公司（原臺灣鐵路管理局）經營的臺灣鐵路系統內，各計畫中、營運中、或已廢止之鐵路路線。

## 幹線
台鐵有西部幹線、東部幹線、南迴線等三條核心的營運路線，構成環繞台灣本島的環島鐵路網。

### 西部幹線
西部幹線為台灣西部的《縱貫線》、《臺中線（山線）》、《海岸線》、《屏東線》及《成追線》之合稱。
| 路線           | 終點站一 | 中間主要站 | 終點站二 | 長度      | 站數 |
| -------------- | -------- | ---------- | -------- | --------- | ---- |
| 西部幹線       |          |            |          |           |      |
| 縱貫線         | 基隆站   | 臺北站     | 高雄站   | 490公里   | 118  |
| 縱貫線北段     | 基隆站   | 臺北站     | 竹南站   | 125.4公里 | 35   |
| 臺中線（山線） | 竹南站   | 臺中站     | 彰化站   | 85.5公里  | 23   |
| 海岸線         | 竹南站   | 沙鹿站     | 彰化站   | 90.2公里  | 18   |
| 縱貫線南段     | 彰化站   | 臺南站     | 高雄站   | 188.9公里 | 46   |
| 屏東線         | 高雄站   | 屏東站     | 枋寮站   | 61.3公里  | 21   |
| 成追線         | 成功站   |            | 追分站   | 2.2公里   | 2    |

### 東部幹線
東部幹線為台灣東部的《宜蘭線》、《北迴線》及《臺東線》之合稱。
| 路線     | 終點站一 | 主要站           | 終點站二 | 長度      | 站數 |
| -------- | -------- | ---------------- | -------- | --------- | ---- |
| 東部幹線 |          |                  |          |           |      |
| 宜蘭線   | 八堵站   | 宜蘭站           | 蘇澳站   | 93.6公里  | 27   |
| 北迴線   | 蘇澳新站 | 新城（太魯閣）站 | 花蓮站   | 79.2公里  | 13   |
| 臺東線   | 花蓮站   | 玉里站           | 臺東站   | 150.9公里 | 27   |

### 南迴線
| 路線   | 終點站一 | 主要站 | 終點站二 | 長度     | 站數 |
| ------ | -------- | ------ | -------- | -------- | ---- |
| 南迴線 |          |        |          |          |      |
| 南迴線 | 枋寮站   | 知本站 | 臺東站   | 98.2公里 | 14   |

## 客運支線
| 路線     | 終點站一 | 中間主要站 | 終點站二 | 長度     | 站數 |
| -------- | -------- | ---------- | -------- | -------- | ---- |
| 客運支線 |          |            |          |          |      |
| 平溪線   | 三貂嶺站 | 十分站     | 菁桐站   | 12.9公里 | 7    |
| 深澳線   | 瑞芳站   | 海科館站   | 八斗子站 | 6.0公里  | 3    |
| 內灣線   | 新竹站   | 竹東站     | 內灣站   | 27.9公里 | 14   |
| 六家線   | 竹中站   |            | 六家站   | 3.1公里  | 2    |
| 集集線   | 二水站   | 集集站     | 車埕站   | 29.7公里 | 7    |
| 沙崙線   | 中洲站   | 長榮大學站 | 沙崙站   | 5.3公里  | 3    |

## 貨運支線
- 臺中臨港線：臺中港－臺中港貨運辦公室
- 花蓮臨港線：花蓮／北埔－花蓮港
- 中興一號特種支線：鶯歌－中華民國國防部聯合勤務總司令部汽車基地勤務廠（軍用）
- 中興二號特種支線：龍泉－國防部陸軍兵工整備發展中心（軍用）

## 廢止線
- 松山機場線
- 水上機場線
- 屏東機場線
- 恆春機場線
- 頭份工業區支線
- 菸廠專用線
- 救濟總署專用線
- 大同興運專用線
- 亞細亞支線
- 林口線
- 金瓜石線
- 基隆臨港線：基隆－基隆港（有計畫改建輕軌[1]）

### 用地轉移
- 玉田支線（改建為公路，名稱為南榮路）
- 三張犁支線（現 廢鐵道廣場公有停車場）
- 淡水線（改建為臺北捷運淡水線）
  - 新北投線（改建為臺北捷運新北投支線）
- 新店線（改建為臺北市汀州路－新北市新店區北新路，而北新路下方新建臺北捷運新店線）
- 中和線（改建為新北市板橋區板南路－板新路，而板南路—板新路部分路段上方興建環狀線，中和貨運站則改建為臺北捷運南勢角站與臺北捷運中和機廠）
- 新竹機場線（改建為公路，名稱為鐵道路一段至三段）
- 東勢線（改建為「東豐綠色走廊」自行車道）
- 神岡線（改建為「潭雅神綠色走廊」自行車道）
- 中油嘉義溶劑廠支線（改建為嘉油鐵馬道）
- 舊臺東線台東市區段（馬蘭＝臺東舊站間，改建為木棧道與自行車道，台東舊站改造為鐵道藝術村）
- 高雄臨港線（曾行駛客運，台鐵機廠車站、高雄機廠、前鎮車場於此線中；部分路線改建高雄捷運環狀輕軌）

### 復駛計畫
- 東港線：鎮安～大鵬～東港（正進行可行性評估[2]）

中華民國交通部同意交通部鐵路改建工程局編列新臺幣850萬元進行可行性研究評估，日前已由中興工程顧問公司得標，期程8個月，預計2017年4月份完成可行性評估報告。2018年底交通部鐵道局提出暫緩推動並改推動林園東港線延伸至鎮安車站作為替代。

## 計畫線

### 興建中
- 田中線：新田中＝田中

### 規劃中
- ：大甲＝里
- 虎尾線：虎尾＝斗南
- 恆春線：內獅＝恆春
- 海生館線：車城＝海生館

### 已放棄興建
- 中橫鐵路：臺中－花蓮
- 北宜新線：南港－頭城

## 外部連結
- 台灣鐵路管理局 （页面存档备份，存于）